# Pier Paolo Pasolini
Pier Paolo Pasolini [pazolíny] (5. března 1922, Bologna, Itálie - 2. listopadu 1975, Ostia, Itálie) byl italský básník, spisovatel, scenárista, novinář, filozof, režisér a herec. Byl významnou osobností veřejného a politického života a jeho účast v něm vyvolávala četné kontroverze.

## Život
Vzdělání získal na Boloňské univerzitě, kde studoval historii a literaturu, po ukončení studií pracoval jako učitel.
Ačkoli pocházel z vojenského, profašisticky orientovaného prostředí, sám se zapojil do antifašistického hnutí a koncem 40. let vstoupil do italské komunistické strany. V 50. letech měl pro svou homosexualitu, ke které se veřejně hlásil, potíže s italskými úřady a vydání jeho knihy Darmošlapové v r. 1955 vyvolalo skandál. I komunistická kritika ji přijala chladně a Pasoliniho později vyloučila ze svých řad. Ten se však nikdy nepřestal považovat za marxistu (nikoliv za komunistu ). V 60. letech, když začaly jeho filmy získávat světovou proslulost a sbírat ocenění, se stal pro italskou společnost přijatelnějším.
Dne 2. listopadu 1975 byl v pobřežním městě Ostia nedaleko Říma zavražděn. Za jeho vraždu byl odsouzen sedmnáctiletý Giuseppe Pelosi, jenž v roce 2005 zpochybnil oficiální verzi vyšetřování a naznačil možné politické souvislosti umělcovy smrti. Koncem roku 2014 italské úřady znovu uvažovaly o obnovení vyšetřování na základě testů DNA, o něž požádal Pasoliniho bratranec Guido Mazzon.

## Dílo

### Literární tvorba
Hrdinové v jeho dílech jsou zpravidla lidé žijící na okraji společnosti, což vedlo k častému používání jazyka lůzy.
- 1955 - Darmošlapové (Ragazzi di vita) - popis poválečného života mladých italských bezdomovců, kteří si na živobytí vydělávají krádežemi (do češtiny přeložil Zdeněk Frýbort v roce 1975)
- 1959 - Zběsilý život (Una vita violenta) - tematicky navazuje na Darmošlapy, zde popisuje partu výrostků z římského předměstí, kteří si vydělávají a vedou obdobný život jako hrdinové z předešlé knihy (do češtiny přeložil Radovan Krátký v roce 1965)
- 1962 - Il sogno di una cosa
- 1962 - Nečisté skutky - Amado Mio (Atti Impuri - Amado Mio, do češtiny přeložili Jiří Pelán a Irena Kurzová v roce 1999)
- 1965 - Alì dagli occhi azzurri
- 1975 - Scritti corsari (Korzárské spisy, eseje, č. v souboru Zuřivý vzdor, Praha 2011)
- 1976 - Lettere luterane (Luteránské listy, eseje, č. v souboru Zuřivý vzdor, Praha 2011)
- 1992 - Petrolio - nedokončené dílo

#### Poezie
- 1954 - La meglio gioventù
- 1957 - Gramsciho popel (Le ceneri di Gramsci) - básnická sbírka, používá volný verš, nedokonalé rýmy.
- 1958 - L'usignolo della chiesa cattolica
- 1961 - La religione del mio tempo
- 1964 - Poesia in forma di rosa
- 1971 - Trasumanar e organizzar
- 1975 - La nuova gioventù
- 1986 - Roman Poems

### Divadelní hry
- 1968 - Orgia
- 1968 - Porcile - divadelní hra, jež se stala předlohou k jeho o rok mladšímu filmu Vepřinec
- 1973 - Calderón
- 1977 - Affabulazione
- 1977 - Pilade
- 1977 - Bestia da stile

### Celovečerní filmy
Zpočátku byl ovlivněn neorealismem, postupem času začal zpracovávat náboženskou tematiku. Ve svých pozdních filmech pak často zobrazoval násilí, mnohdy sahal i po motivech sadismu a nebál se realistického zobrazování sexu. Pro zvýšení efektu některých scén kombinoval amatérské herce s profesionálními.
- 1961 - Accattone
- 1962 - Mamma Roma
- 1964 - Evangelium sv. Matouše (Il Vangelo secondo Matteo)
- 1966 - Dravci a vrabci (Uccellacci e uccellini)
- 1967 - Oidipus král (Edipo re)
- 1968 - Teoréma (Teorema)
- 1969 - Médea (Medea)
- 1969 - Vepřinec (Porcile)
- 1970 - Dekameron (Il Decameron)
- 1972 - Canterburské povídky (I Racconti di Canterbury)
- 1974 - Kytice z tisíce a jedné noci / Arabské noci (Il Fiore delle mille e una notte)
- 1975 - Salò aneb 120 dnů Sodomy (Salò o le 120 giornate di Sodoma) - adaptace 120 dnů Sodomy, zasazená na konec druhé světové války. V mnoha státech zakázáno cenzurou.

### Krátkometrážní a povídkové filmy
- 1962 - Tvaroh (Ro.Go.Pa.G.) - povídkový film, na němž pracovali s Pasolinim i Rossellini, Gregoretti a Godard
- 1964 - La Mura di Sana - krátkometrážní dokument ze středního Jemenu
- 1965 - Il Padre selvaggio
- 1967 - Le Streghe - povídkový film
- 1967 - Che cosa sono le nuvole? - krátkometrážní komedie z divadelního zákulisí
- 1968 - Capriccio all'italiana - povídkový film
- 1969 - Amore e rabbia - povídkový film

### Dokumentární filmy
- 1963 - Zuřivost (La Rabbia)
- 1964 - Hovory o lásce (Comizi d'amore)
- 1964 - Obhlídka exteriérů v Palestině (Sopraluoghi in Palestina per il vangelo secondo Matteo)
- 1970 - Appunti per una Orestiade africana
- 1972 - Dodici dicembre 1972

## Odkaz
V roce 2014 natočil režisér Abel Ferrara celovečerní film Pasolini pojednávající o Pasoliniho posledních dnech a předčasné násilné smrti v roce 1975. Titulní postavu ztvárnil Willem Dafoe.
V roce 2017 natočil režisér Ludovico Di Martino krátký film Pipinara zachycující další možnou verzi pozadí Pasoliniho smrti.